# جاك ميرفي (صحفي)
جاك ميرفي (بالإنجليزية: Jack Murphy) هو صحفي أمريكي، ولد في 5 فبراير 1923 في دنفر في الولايات المتحدة، وتوفي في 24 سبتمبر 1980 في لوس أنجلوس في الولايات المتحدة.